# 夢の中で (Corneliusの曲)
「夢の中で (In a Dream)」は、CORNELIUS（小山田圭吾）が2017年にリリースした、7インチレコードである。"Mellow Waves"からのシングル・カット。ジャケットは"あなたがいるなら"、"いつか/どこか"、"Mellow Waves"に続き、小山田の叔父にあたる銅版画家の中林忠良によるもの。

## 収録曲
A面
1. 夢の中で (In a Dream)
  - 作詞・作曲・編曲： 小山田圭吾

B面
1. 夢の奥で（Inside a Dream）
  - 作詞・作曲・編曲： 小山田圭吾